# Britisches Antarktis-Territorium
Das Britische Antarktis-Territorium (englisch British Antarctic Territory, kurz BAT) ist ein vom Vereinigten Königreich beanspruchtes Überseegebiet in der Antarktis. Es ist international nicht anerkannt.

## Geschichte
Das Gebiet wird seit dem 21. Juli 1908 ausdrücklich von Großbritannien beansprucht und wurde bis 1962 als Nebengebiet (Dependency) der Falklandinseln betrachtet. Nach Abschluss des Antarktis-Vertrags wurde aus den vormaligen Falkland Island Dependencies Grahamland, Südliche Orkneyinseln und Südliche Shetlandinseln zum 3. März 1962 die neue administrative Gliederung British Antarctic Territory gebildet.

Briefmarke des British Antarctic Territory von 1999 mit einer Darstellung des geologischen Aufbaues der antarktischen Halbinsel

## Geographie
Das Territorium umfasst das Gebiet der Antarktis südlich des 60. Breitengrads Süd und zwischen 20° und 80° westlicher Länge.
Neben einem Sektor des antarktischen Festlandes bis zum Südpol, der unter anderem die gesamte Antarktische Halbinsel einschließt, sind auch die der Halbinsel vorgelagerten Inselgruppen der Südlichen Orkneyinseln und der Südlichen Shetlandinseln Bestandteile des BAT.

## Politik
Die britischen Ansprüche auf das Territorium werden international nicht anerkannt. Derzeit ist der politische Status des Kontinents durch den 1961 in Kraft getretenen Antarktis-Vertrag geregelt, der Bürgern aller Nationen freien Zugang zu friedlichen Zwecken gewährt. Jeder Besucher oder Bewohner untersteht dabei weiterhin dem Rechtsstatut seines Herkunftslandes.
Das britische Territorium wird direkt vom Foreign and Commonwealth Office verwaltet, soweit es die britischen Aktivitäten in dem Gebiet betrifft. Mit Ausnahme des allein von Großbritannien beanspruchten Sektors zwischen dem 20° W und 25° W wird der größere Teil des Gebiets auch von Chile bzw. Argentinien beansprucht. Auf der Antarktischen Halbinsel überlappen sich die Ansprüche aller drei Staaten. Großbritannien unterhält zwei ganzjährig besetzte Forschungsstationen (Rothera und Halley), die auch Postämter haben, in denen speziell für das BAT herausgegebene Briefmarken verkauft werden. Ein weiteres Postamt wird in Port Lockroy in der ehemaligen britischen Forschungsstation (Station A) betrieben, die heute vom United Kingdom Antarctic Heritage Trust als Museum betrieben wird. Auch zahlreiche andere Nationen unterhalten Forschungsstationen in dem Gebiet. Bis auf zwei kleine zivile Ansiedlungen im Umkreis der chilenischen bzw. argentinischen Hauptbasen auf King George Island und in der Hope Bay ist es unbewohnt.

### Hochkommissare für das Britische Antarktis-Territorium
auch Gouverneure der Falklandinseln
| Name                        | Amtszeit | Amtszeit |
| Name                        | Beginn   | Ende     |
| --------------------------- | -------- | -------- |
| Edwin Porter Arrowsmith     | 1962     | 1964     |
| Cosmo Haskard               | 1964     | 1970     |
| Ernest Gordon Lewis         | 1971     | 1975     |
| Neville Arthur Irwin French | 1975     | 1977     |
| James Roland Walter Parker  | 1977     | 1980     |
| Rex Masterman Hunt          | 1980     | 1985     |
| Gordon Wesley Jewkes        | 1985     | 1988     |
| William Hugh Fullerton      | 1988     | 1990     |

### Kommissare für das Britische Antarktis-Territorium
nicht ortsansässig; mit Sitz in London
| Name                                                                       | Amtszeit | Amtszeit |
| Name                                                                       | Beginn   | Ende     |
| -------------------------------------------------------------------------- | -------- | -------- |
| Merrick Stuart Baker-Bates                                                 | 1990     | 1992     |
| P. Newton                                                                  | 1992     | 1995     |
| Anthony Longrigg                                                           | 1995     | 1997     |
| seit 1998 auch Kommissare für das Britische Territorium im Indischen Ozean |          |          |
| Charles John Branford White                                                | 1997     | 2001     |
| Alan Huckle                                                                | 2001     | 2004     |
| Anthony Campbell Crombie                                                   | 2004     | 2006     |
| Leigh Turner                                                               | 2006     | 2008     |
| Colin Roberts                                                              | 2008     | 2012     |
| Peter Hayes                                                                | 2012     | 2016     |
| John Kittmer                                                               | 2016     | 2017     |
| Ben Merrick                                                                | 2017     | 2021     |
| Paul Candler                                                               | 2021     | 2024     |
| Jane Rumble (kommissarisch)                                                | 2024     |          |

## Forschungsstationen und Feldstationen
Das Polarforschungsprogramm des Vereinigten Königreichs betreibt drei Forschungsstationen sowie zwei Feldstationen:
- Halley VI Research Station im Brunt-Eisschelf, eines der hervorragenden Resultate der Forschung ist  die Entdeckung des Ozonlochs im Jahre 1985 von der im Brunt-Eisschelf liegenden Halley-Station aus,[3] die als optimal gelegen für geowissenschaftliche Raumforschung gilt. Im Juni 2019 erschien die erste gedruckte topographische Karte der Europäischen Arktis und der Insel Grönland (1:4.000.000); sie basiert auf Computerberechnungen und zeigt alle durch Satellitenfotos bestimmbaren topographischen Objekte und die aktuellen Eisränder.
- Rothera Research Station auf der Adelaide-Insel
  - Fossil Bluff Field Station auf der Alexander-I.-Insel, nur im Südsommer besetzt
  - Sky-Blu Field Station im Palmerland, nur im Südsommer besetzt
- Signy Research Station auf den Südlichen Orkneyinseln, nur im Südsommer besetzt